# 존 셸비 스퐁

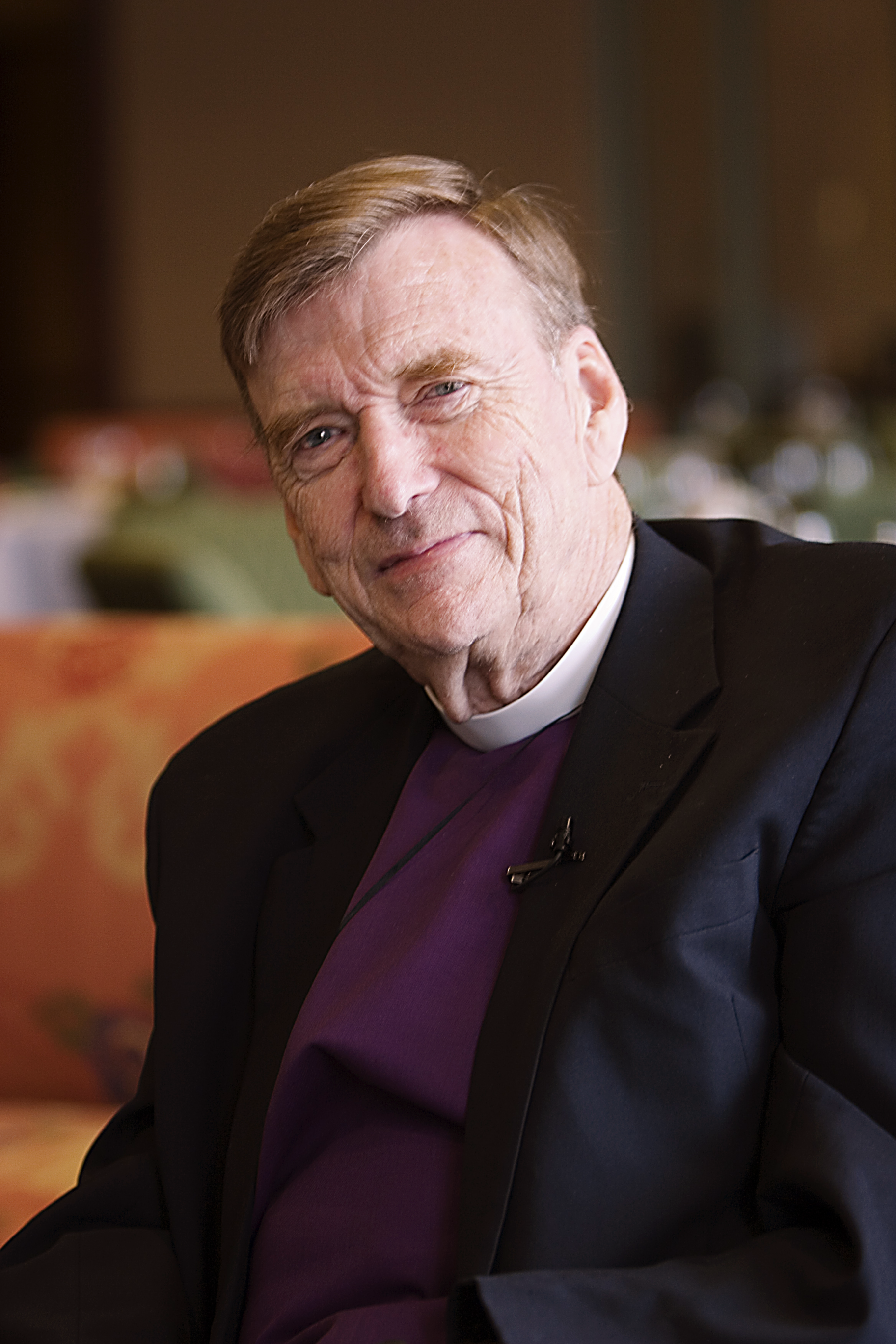

존 셸비 스퐁(영어: John Shelby Spong, 1931년 6월 16일 ~ 2021년 9월 12일)은 미국의 성공회 주교(Episcopal Bishop)로, 1979년부터 2000년까지 성공회 뉴어크 교구(Episcopal Diocese of Newark) 교구장을 맡았다.

## 경력
스퐁 주교는 노스캐롤라이나주 코네티컷에서 태어나 코네티컷 공립학교에서 교육을 받았다. 1952년 노스캐롤라이나 주립대학교를 졸업했으며, 1955년 버지니아주 알렉산드리아 성공회 신학교(Episcopal Theological Seminary in Alexandria)에서 신학 석사학위(Master of Divinity)를 받았으며, 성 바울로 대학교(Saint Paul's College)에서 명예 신학 박사 학위(Doctor of Divinity)를 받았다. 1955년부터 1957년까지 노스캐롤라이나주 더함의 성 요셉 성공회 교회(St. Joseph's Episcopal Church)에서 사제로 사목했으며,1957년부터 1965년까지는 버지니아주 린치버그(Lynchburg)의 성 요셉 성공회 교회(St. Joseph's Episcopal Church)에서 사목했다. 1969년부터 1976년까지 버지니아주 리치몬드의 성 바울 성공회 교회(St. Paul's Episcopal Church)에서 사목했으며, 1976년 3월 6일 뉴왁교구 교구의회선거에서 교구장으로 선출되어 2000년까지 사목했다.

## 저서
- 《성경을 해방시켜라》(Rescuing the Bible from Fundamentalism: A Bishop Rethinks the Meaning of Scripture, 한성수 옮김, 한국기독교연구소 간)
- 《여자에게서 태어나다》(Born of a woman)
- 《부활인가, 신화인가》(Resurrection:myth or reality?)
- 《복음서들의 해방》(Liberating the gospels)
- 《기독교, 변하지 않으면 죽는다》(원제: Why Christianity must change or die : a bishop speak to believers in exile, 김준우 옮김, 한국 기독교 연구소)
- 《만들어진 예수, 참 사람 예수》(Jesus for the Non-Religious, 한국기독교연구소)
- 《성경과 폭력: 성경이 저지른 죄》(The Sins of Scripture: Uncovering the God of Love Beneath the Bible's Texts of Terror, 이계준 옮김, 한국기독교연구소)
- 《그리스도교 신앙의 뿌리와 날개》(Dialogue: In Search of Jewish-Christian Understanding. 존 쉘비 스퐁, 잭 다니엘 스피로, 한국기독교연구소)
- 《예수를 2000년 동안의 오해로부터 해방시켜라》(Liberating the Gospels: Reading the Bible with Jewish Eyes, 최종수 역, 한국기독교연구소)
- 《새 시대를 위한 새 기독교: 전통적인 신앙은 왜 죽어가고 있으며 새로운 신앙은 어떻게 태어나고 있는가》(A New Christianity for a New World, 최종수 옮김, 한국기독교연구소)
- 《영생에 대한 새로운 전망》(Eternal Life: A New Vision, 최종수 역, 한국기독교연구소)